# Kozma Prutkov
Kozma Petrovič Prutkov (rusky: Козьма Петрович Прутков) je mystifikace, uměle vytvořená osobnost spisovatele, respektive kolektivní pseudonym, pod kterým uváděli svá satirická díla hrabě Alexej Konstantinovič Tolstoj a bratři Alexej Michajlovič Žemčužnikov a Vladimír Michajlovič Žemčužnikov. Na některých Prutkovových dílech spolupracoval i Alexandr Michajlovič Žemčužnikov.

## Život
Kozma Petrovič Prutkov se narodil 23. dubna greg. / 11. dubna jul. roku 1801 ve vesnici Tentělevoj Bliz, Solvyčegodský újezd v Archangelské oblasti. Až na své dětství a rané jinošství strávil celý život v carské službě. V roce 1820 vstoupil do vojenské služby a do dubna 1823 sloužil u husarů. Pak požádal o uvolnění a dostal službu u ministerstva financí, na Cejchovním úřadu. Jeho kariéra byla úspěšná, byl vyznamenáván a povyšován. Dosáhl všech myslitelných úředních poct, byl činným státním radou, ředitelem Cejchovního úřadu a nositelem řádu sv. Stanislava I. stupně. Veškeré své volné chvíle ale věnoval literatuře. Byl básník, bajkář, dramatik, filosof a historik. Zemřel 25. ledna greg. / 13. ledna jul. roku 1863 v Petrohradu. Po jeho smrti byly v jeho pozůstalosti nalezeny i projekty na vylepšení carské státní správy.

## Dílo
První díla Kozmy Prutkova se objevují v listopadu 1851 v časopisu "Sovremennik" (rusky "Современник"), který tehdy vedli Nikolaj Alexejevič Někrasov a Ivan Ivanovič Panajev. Pod pseudonymem Nový Básník jsou uvedeny tři Prutkovovy bajky Pomněnky a francovka, Průvodčí a tarantule a Volavka a drožka. V roce 1853 je – rovněž ještě anonymně – otištěna další bajka Okrsek a hlas. Tyto absurdní bajky byly parodií na sbírku bajek K. P. Masalského a jsou obsaženy v Prutkovově pozdější sbírce Prázdně.
Pod šifrou Y Z byla v roce 1851 uvedena veselohra Fantazie. Jednalo se o parodii na tehdy módní vaudevill. Alexej Žemčužnikov a Alexej Tolstoj ji zadali 23. prosince 1850 ředitelství Imperátorských divadel. Vzhledem ke shonu před koncem roku ji carská cenzura povolila. Premiéra byla 5. ledna 1851. Car Mikuláš I. patrně vytušil nějakou nepřístojnost a o přestávce z divadla odešel. V závěru představení herec, který hrál hlavní roli, předstoupil před publikum a prohlásil, že v takovém nesmyslu hrát nebude! To ale byla součást role. Hra byla okamžitě stažena z programu.
Jméno Kozma Prutkov se poprvé objevuje v roce 1854, kdy je vydána příloha "Literární mišmaš" únorového čísla „Sovremenniku“. V dalších číslech pak vychází v pravidelné rubrice „Prázdně Kozmy Prutkova“ básně, bajky a aforismy a Výňatky z dědových zápisků.
Ve svých básních parodoval současné trendy v ruské poezii (titanický romantismus V. G. Benediktova, klasicistní artismus N. F. Ščerbiny, kosmickou poesii A. S. Chomjakova).
Uveřejňování děl je přerušeno v době Krymské války, do které Alexej Tolstoj a Vladimír Žemčužnikov odešli jako dobrovolníci. V roce 1859 jsou otištěny Myšlenky a aforismy a Nepředloženost v časopisu "Jiskra", který pod Někrasovovým vedením redigoval V. S. Kuročkin. Ve stejném roce jsou otištěny další Prutkovovy stati v příloze "Sovremenniku" s názvem „Píšťalka“ („Svistok“). Pak se Prutkov na několik let odmlčel. Až v posledním čísle „Píšťalky“ v dubnu 1863 vychází Stručný nekrolog Kozmy Prutkova a dvě posmrtně publikovaná díla, drama Ukvapený Turka aneb Příjemno-li býti vnukem? a Projekt: o zavedení jednomyslnosti v Rusku.
V roce 1884 jsou vydána Veškerá díla Kozmy Prutkova. Do tohoto souboru ale nejsou zahrnuty reformní projekty, údajně proto, že se nejedná o literární díla. Pravděpodobnější důvod ale byla spíše obava z cenzury. Do roku 1916 vyšlo celkem 10 vydání.

## Spisy

### aforismy
- 1854 Z plodů přemýšlení (Плоды раздумья)

### básně a bajky
- 1853–1854 Prázdně (Досуги)
- 1860–1864 Pápěří a brka (Daunen und Federn) (Пух и перья (Daunen und Federn))
- 1860 Výňatky z dědových zápisků (Выдержки из записок моего деда)

### dramatická tvorba
- 1850 Fantazie (Фантазия)
- 1854 (Блонды)
- 1854 (Спор древних греческих философов об изящном)
- 1860 (Черепослов, сиречь Френолог) opereta
- 1863 Ukvapený Turka aneb Příjemno-li býti vnukem? (Опрометчивый Турка, или: Приятно ли быть внуком?)
- 1884 (Сродство мировых сил)

### reformní projekty
- 1863 Projekt: o zavedení jednomyslnosti v Rusku (Проект: о введении единомыслия в России)

### souborné vydání
- 1884 Veškerá díla Kozmy Prutkova

### česky vyšlo
- Vybraná díla poetická, myslitelská a dějepravná Kozmy Prutkova, přeložil Bohumil Franěk, Praha : Lidové nakladatelství, 1976

## Jiné
Je po něm pojmenována planetka: (5932) Prutkov